# 전유진
전유진(全裕珍, 2006년 10월 10일 ~ )은 대한민국의 트로트 가수이다.

## 학력
- 동해초등학교 졸업
- 동해중학교 졸업
- 포항동성고등학교 졸업
- 동덕여자대학교 실용음악과 재학

## 생애
- 《미스트롯1》의 송가인을 보고 트로트에 매력을 느껴 노래를 따라 부른 지 불과 3~4개월만인 2019년 7월에 포항에서 열린 지역 가요제인 '제19회 포항해변전국가요제'에 나가 대상을 차지해 트로트 장르에 재능이 있음을 드러냈다. 전문적인 교육이나 지도를 받지 않고 동전 노래방 등에서 홀로 연습해 이룩한 성과였기 때문이다.[2]
- 이어 같은 해 10월에 KBS2 《노래가 좋아》의 트로트 경선 프로그램인 《노래가 좋아 : 특별기획 트로트가 좋아》에 출연하여 <용두산 엘레지>를 열창해 제1회 대회에 우승하는 등 모두 6차례 무대를 가졌다. 11월 23일에 방송된 결선에서는 우승자인 조명섭에 이어 준우승 및 MC응원상 자리에 올랐다.
- 2020년 2월부터 방송된 MBC 《편애중계》 신동대전에 출연해 본선 우승을 차지했다. 이 우승으로 3월 14일에 데뷔곡 <사랑..하시렵니까?>를 발표했다. 7월까지 이어진 방송에서 모두 10회차 출연하였으며, 7월 3일에 왕중왕전 결승 진출권을 확보하고 같은 달 10일 자 방송인 결승전 무대에서 최종 준우승을 하였다.
- 2020년 12월 17일부터 방송된 《미스트롯2》에 출연하여 2021년 2월 4일 방송된 본선3차에서도 최종 탈락하였으나, 대국민 응원투표에서 5주 연속 1위를 차지했을 정도로 <서울가 살자>, <약속> 등을 부르며 시청자들에게 깊은 인상을 남겼다.[3]
- 2019년과 2020년, 2021년에 걸쳐 다수 라디오 방송과 행사에 출연하였으며, 경북지방경찰청 학교폭력 예방 홍보대사, 포항시 홍보대사 등에 위촉되어 관련 활동을 하였다.[4][5] 또 여러 차례 기부와 노래봉사, 재능기부 등의 활동을 한 선행도 전해지고 있다. 2021년 3월 12일에는 '2020 경북교육을 빚낸 학생'으로 선정되어 경북교육감으로부터 장학금을 받기도 했다.[6]
- 2021년 3월 개학에 맞춰 학업에 충실하기 위해 학교로 돌아가 학생으로서의 평범한 일상을 영위했다. 같은 해 3월 14일의 인스타그램 라이브 방송, 3월 19일의 가족(엄마) 공식 입장문[7] 등을 통해 가수가 꿈이라는 내용을 밝힌 바 있다.
- 2022년에는 1월 TV조선 '화요일은 밤이 좋아'에 출연한 것을 시작으로 TV조선 '국가가 부른다', MBN '우리들의 트로트',  MBN '우리들의 쇼10' 등 다수의 예능프로그램에 출연하였다.
- 2023년 11월 28일부터 2024년 2월 13일까지 MBN에서 방송한 현역가왕에 출연하여 최종 우승함으로써 제1대 현역가왕으로 등극하였다.

## 음반
| 발매             | 제목              | 분류       | 비고                                                                       |
| ---------------- | ----------------- | ---------- | -------------------------------------------------------------------------- |
| 2020년 3월 14일  | 사랑..하시렵니까? | 디지털싱글 | 편애중계 신동대전 우승자 증정곡(데뷔곡)                                    |
| 2023년 4월 19일  | FIRST YUJIN       | 미니앨범   | 타이틀 <연꽃> 등 4곡 수록: 애련, 매미, Memories)                           |
| 2023년 10월 24일 | Neverland         | 디지털싱글 | 타이틀 <Neverland> 수록                                                    |
| 2024년 12월 17일 | Only You          | 미니앨범   | 현역가왕 우승특전 미니앨범 타이틀 <나비야> 등 3곡 수록: 사랑에세이, 가라고 |
| 2025년 5월 17일  | 그대도 나처럼     | OST        | '독수리5형제를 부탁해' 드라마 OST                                          |

## 활동

### 방송
- 2019년 10월 ~ 11월, KBS2 《노래가 좋아》 트로트가 좋아 출전 - 1회 우승 및 최종 준우승
- 2020년 1월 31일, 포항MBC 《동네의 발견》 제98회 - '우리 지역 가수들을 만나보는 신년 음악회'
- 2020년 2월 ~ 10월, MBC 《편애중계》 출전 - 신동대전 우승 및 왕중왕전 준우승
- 2020년 4월 20일, KBS1 《아침마당》 제8611회 - '이대로만 자라다오 트로트 신동' 특집
- 2020년 12월 ~ 2021년 1월, TV조선 《내일은 미스트롯2》 출전 - 1주차, 2주차 하트퀸, 5주 연속 대국민 응원투표 1위(본선3차 탈락)
- 2021년 9월 3일, KBS2 《연중 라이브》 제53회 - '2021 NEW 슈퍼스타' 코너
- 2021년 9월 20일, KBS2 추석 기획 《노래가 좋아》 특집 방송 출연
- 2021년 9월 30일, LG헬로비전 헬로TV 《장윤정의 도장깨기》 제9회 출연
- 2021년 12월 26일, 안동MBC 주관 '코로나19 극복을 위한 상주시민 열린음악회' 공연[8]
- 2022년 1월 25일, TV조선 《화요일은 밤이 좋아》 제8회 출연[9](이후 21회 추가 출연)[10]
- 2022년 6월 5일, TV조선 《스타다큐 마이웨이》 제299회 출연
- 2022년 6월 9일, TV조선 《국가가 부른다》 제16회 출연 (이후 제1회 추가 출연)[11]
- 2022년 8월 1일, KBS1 《가요무대》 제1761회 출연
- 2022년 9월 7일, MBN 《우리들의 트로트》 제1회 출연[12]
- 2022년 9월 21일, MBN 《우리들의 남진》 제1회 출연[13]
- 2022년 10월 5일, MBN 《우리들의 쇼》 제1회 출연[14]
- 2022년 10월 10일, KBS1 《가요무대》 제1769회 출연
- 2022년 11월 21일, SBS F!LSBS MTV 《더트롯쇼》 금산 특집
- 2022년 12월 14일, TBC 《청소년 행복콘서트 in 영천》 방송
- 2023년 3월 13일, KBS1 《가요무대》 제1790회 출연
- 2023년 3월 25일, KBS2 《불후의 명곡》 제599회 - '어리다고 얕보지마' 특집 출연
- 2023년 4월 24일, 5월 1일  SBS F!LSBS MTV 《더트롯쇼》 출연
- 2023년 5월 11일  MBC ON 트롯챔피언
- 2023년 5월 14일 TV조선 《노래하는 대한민국》 7회 <대구 동구 편> 출연
- 2023년 5월 15일  SBS F!LSBS MTV 더트롯 연예뉴스
- 2023년 11월 11일 KBS2 《불후의 명곡》 제631회 - 오 마이 스타 특집 4 2부 출연
- 2023년 11월 28일 ~ MBN 《현역가왕》 고정 출연
- 2024년 4월 6일 JTBC 《아는형님》 제 428회 출연
- 2024년 4월 2일  MBN 《한일 가왕전》 고정 출연

### 웹예능
- 2024년 7월 5일 유튜브 《집대성》13회 게스트

### 라디오
- 2020년 1월, TBN경북교통방송 라디오(1월 1일 《TBN 경북매거진》, 1월 26일 《TBN 차차차》 총 2회 출연)
- 2020년 3월 6일, 포항MBC 라디오 《생생매거진 동해안 오늘 - 투데이 포커스》
- 2020년 3월 17일, MBC 라디오 《싱글벙글쇼》
- 2020년 3월 17일, TBS 라디오 《최일구의 허리케인 보이는 라디오》
- 2020년 5월 5일, 포항MBC 라디오 《즐거운 오후 두시》
- 2021년 4월~7월, TBN경북교통방송 라디오 아동학대 예방 인식 개선 공익 캠패인(<아동 생존권> 편 등 5개 버전 음원 송출)
- 2021년 12월 23일, TBN경북교통방송 라디오 연말연시 특집방송 《어쩌다보니 8시》[15]
- 2022년 12월 21일, TBN경북교통방송 라디오 연말특집 콘서트 《TBN 차차차》

### 주요 공연
- 2020년 7월 31일, 제20회 포항해변전국가요제 초청 무대 참석(제19회 대회 대상 수상자 자격)
- 2021년 12월 28일, '2021 경북학교예술교육페스티벌 어울림 1000인 음악제' 특별 공연 무대[16]
- 2022년 1월 9일, 제1회 공식 팬미팅 콘서트 '2022 전유진의 첫 번째 팬미팅'[17](대구보건대 인당아트홀)
- 2022년 6월 3일, '일상회복 경북힐링콘서트' 공연 무대 참석[18]
- 2021년 6월 19일, 잠실올림픽주경기장에서 열린 제1회 드림콘서트 트롯 공연 참여
- 2022년 10월 28일, '2022 경북학교예술교육페스티벌 어울림 1000인 음악제' 특별 공연 무대

### 기타 활동
- 2019년 12월 12일, '2019 포항시 보육인대회 힐링 콘서트' 공연 참여
- 2019년 12월 13일, 포항북부소방서 주관 제57주년 소방의 날 기념 '소방가족 힐링 콘서트' 재능기부
- 2020년 6월 1일, 경북지방경찰청 학교폭력 예방 홍보영상 공개(포항남부경찰서 촬영 및 공개)
- 2020년 7월 22일, 경주시 소재 예사랑단기보호센터 등에서 노래 봉사 및 기부금(장학금) 전달
- 2020년 8월 18일, 포항시 소재 동해요양원 노래 봉사
- 2021년 4월 5일, 경상북도 포항시 포항사랑 주소갖기 운동 뮤직비디오 <Go! Go! 포항 Go!> 출연(영상 공개일)
- 2021년 4월 14일, 강원도 횡성 소재 암재활 모임에서 열린 '암환우를 위한 힐링 콘서트' 참석
- 2021년 5월 14일, 경상북도교육청 주관 제40회 스승의 날 기념식 참여(비대면 공연)
- 2021년 6월 3일, 포항동해중학교에서 실시된 포항남부경찰서 주관 학교폭력 예방 켐페인 참여
- 2021년 6월 11일, '2022 포항 시민의 날' 기념식 공연 참여
- 2022년 7월 2일, '2022 기업시민 포스코 콘서트, With your Drama' 공연 참여
- 2022년 7월 15일, 제60회 경북도민체육대회 환영 및 축하공연 참여
- 2022년 8월 6일, 성주군 개최 2022 경상북도 드림페스티벌 참여
- 2022년 9월 3일, 횡성군 제1회 횡성 호수길 가요제
- 2022년 9월 17일, 대구한국일보 주관 K-트로트 페스티벌 경주 2022
- 2022년 10월 3일, '사랑의 공동체' 제30주년 기념 행사
- 2022년 10월 19일, 포항시 소재 흥해중학교 제19회 이팝예술제
- 2022년 12월 29일, 포항시체육회 주최 '2022 포항 체육인의 밤' 공연
- 2023년 2월 16일, 한국연예실용음악총연합회 주관 '2023 포항시민 위안공연' 행사

## 수상
- 2019년 7월 26일 제19회 포항해변전국가요제 대상
- 2019년 10월 19일 KBS 《노래가 좋아》 트로트가 좋아 (1회 우승)
- 2019년 11월 23일 KBS 《노래가 좋아》 트로트가 좋아 (본선 준우승)
- 2020년 3월 13일 MBC 《편애중계》 신동대전 본선 우승
- 2020년 7월 10일 MBC 편애중계: 왕중왕전 준우승
- 2021년 9월 3일 KBS 《연중 라이브》 선정 '2021 NEW 슈퍼스타' 가수 부문
- 2021년 10월 2일 제4회 더 팩트 뮤직 어워즈(2021 TMA) 팬앤스타 최다 득표상 트로트 여자 부문
- 2023년 3월 25일, KBS2 《불후의 명곡》 제599회 - '어리다고 얕보지마' 특집 우승
- 2024년 2월 13일 MBN 현역가왕 우승
- 2024년 4월 12일 트롯뮤직어워즈 2024 트렌드 아이콘
- 2024년 5월 7일 MBN 《한일 가왕전》 라이징스타상
- 2024년 8월 22일 케이 월드 드림 어워즈 유픽 솔로 인기상
- 2024년 12월 19일 펀덱스 어워드 2024 TV 음악/댄스 경연 예능 출연자 부문
- 2025년 2월 22일, KBS2 《불후의 명곡》 제694회 - ’아티스트 윤수일‘ 편 우승
- 2025년 3월 10일, KBS2 《뮤직뱅크》 1238th Best Performance Musician 수상
- 2025년 7월 28일, 트롯뮤직어워즈 2025 10대 가수상

## 홍보대사
- 2020년 6월 24일, 경북지방경찰청 학교폭력 예방 홍보대사 위촉
- 2021년 2월 19일, 경상북도 포항시 홍보대사 위촉
- 2021년 4월 14일, 국제사랑의봉사단 홍보대사 위촉
- 2023년 1월 10일 도로교통공단 교통사고 예방 홍보 대사
- 2024년 4월 4일 경상북도교육청 홍보대사
- 2024년 7월 26일 제59회 전국기능경기대회 홍보대사

## 기타

### 팬덤 활동
- 2020년 5월 17일, 제1차 공식 팬미팅[19](포항시 남구 동해면)
- 2020년 7월 31일, 제2차 공식 팬미팅(포항시 남구 동해면)
- 2021년 3월 14일, 데뷔곡 발매 1주년 기념 인스타그램 라이브 방송에서 공식 팬덤 명칭 '텐텐' 발표[20]
- 2022년 1월 9일, 콘서트 겸 팬미팅 '아주 특별한 우리들만의 시간... 선물' 개최 (대구보건대 인당아트홀)
- 2024년 12월 16일, 콘서트 겸 팬미팅 'Only You' 개최 (서울 명화라이브홀)

### 영상 기록
전유진이 부른 노래 중에서 유튜브 조회수 기준으로 TOP 5는 아래와 같다.(2025년 3월 31일, 방송사 공식영상 조회수 합계)
| 방송일     | 제목                | 조회수  | 비고                          |
| ---------- | ------------------- | ------- | ----------------------------- |
| 2022-02-28 | 훨훨훨              | 2,425만 | MBC 편애중계 신동 대전 예선   |
| 2020-12-24 | 서울 가 살자        | 1,616만 | TV조선 내일은 미스트롯2 예선  |
| 2020-07-10 | 엄마의 노래         | 1,358만 | MBC 편애중계 왕중왕전 결승    |
| 2024-02-06 | 숨어 우는 바람 소리 | 1,304만 | MBN 현역가왕 결승전 1라운드   |
| 2022-01-25 | 꽃길                | 1,109만 | TV조선 화요일은 밤이 좋아 8회 |